# 李家拳
李家拳，中国武术流派的一种套路，隶属中國南拳，中山市非物質文化遺產之一。

## 源流
清朝乾隆年間廣東新會人李友山隨至善禪師學習少林寺武術，藝成之後，至新會會館開館授徒，後人將他所傳授的拳術，稱為李家拳。

## 介紹
李家拳的徒手套路有樁頭、散手、李家長拳、李家平拳等。器械套路則有九子連環刀、雙夾刀、雙頭棍、雙短棍、蔡陽刀、紅纓槍、鋤頭、板凳等。
李家拳講究長橋大馬、側身偏步為主，多以肘法，善腿功攻勢，步法靈活，手法剛勁，要求下盤沉實，出擊迅猛。

## 來源
1. 1 2 3  .   [2023-01-31]. （原始内容存档于2023-01-31）.